# Mače, Preddvor
Mače este o localitate din comuna Preddvor, Slovenia, cu o populație de 116 locuitori.